# Zakłodzie (meteoryt)
Meteoryt Zakłodzie – meteoryt kamienny typu achondryt znaleziony we wrześniu 1998 przez Stanisława Jachymka na poboczu lessowej drogi gruntowej w pagórkowatym rolniczym terenie w okolicy wsi Zakłodzie. Prawdopodobnie upadek właśnie tego meteorytu był widziany 21 kwietnia 1897 roku jako bolid nad Lublinem.
Znalazca podzielił znaleziony meteoryt i szereg cząstek rozdał znajomym. Największy fragment wyeksponował w prowadzonym wraz z żoną gospodarstwie agroturystycznym „Zagroda Guciów” we wsi Guciów. Można go oglądać w urządzonym tam niewielkim Muzeum Meteorytów.